# Instytut Interdyscyplinarnych Badań Historycznych
Instytut Interdycyplinarnych Badań Historycznych (IIBH) – jedna z głównych jednostek organizacyjnych Uniwersytetu Kaliskiego im. Prezydenta Stanisława Wojciechowskiego. Instytut został utworzony 1 listopada 2022 na bazie dokonań Ośrodka Badań Regionalnych tejże uczelni (wtedy Akademii Kaliskiej im. Prezydenta Stanisława Wojciechowskiego). 
Celem IIBH jest prowadzenie badań naukowych w zakresie humanistyki, szczególnie historii.
Dyrektorem instytutu jest prof. Uniwersytetu Kaliskiego dr hab. Krzysztof Walczak.

## Pracownicy naukowi Instytutu
- dr hab. Krzysztof Walczak prof. UK
- prof. dr hab. Waldemar Łazuga
- prof. dr hab. Jerzy Pietrzak
- dr hab. Ewa Andrysiak prof. UK
- dr hab. Jarosław Durka prof. UK
- dr hab. Piotr Gołdyn prof. UK
- dr hab. Jerzy Krzysztof Kos prof. UK
- dr Ewa Andrzejewska
- dr Małgorzata Bańkowska
- dr Bogumiła Celer
- dr Makary Górzyński
- ks. dr Sławomir Kęszka
- dr Sławomir Przygodzki
- dr Grzegorz Szczurek
- dr Jerzy Wypych
- mgr Tadeusz Skarżyński[1]